# Orionothemis felixorioni
Orionothemis
Genre
Genre
Orionothemis felixorioni, unique représentant du genre Orionothemis, est une espèce de libellules de la famille des Libellulidae (sous-ordre des Anisoptères, ordre des Odonates).

## Répartition
Cette espèce de libellules a été découverte dans l’État de Bahia (Brésil).

## Classification
Le genre Orionothemis et l'espèce Orionothemis felixorioni ont été décrits en 2009 par Günther Fleck (d), Neusa Hamada (d) et Alcimar L. Carvalho (d),.

## Étymologie
Le nom générique, Orionothemis, est la combinaison de Orion, le deuxième prénom du fils de Günther Fleck, Félix Orion Fleck, et du suffixe -themis couramment utilisé en taxonomie des libellules.
L'épithète spécifique, felixorioni, reprend la même origine en mettant à l'honneur le fils de Günther Fleck, Félix Orion Fleck.

## Publication originale
- (fr + en) Günther Fleck, Neusa Hamada et Alcimar L. Carvalho, « A remarkable new genus and species of dragonfly (Odonata: Anisoptera: Libellulidae) from Brazil and notes on its bionomics and phylogenetic affinities », Annales de la Société entomologique de France, Paris, SEF et Taylor & Francis, vol. 45, no 3,‎ janvier 2009, p. 275-284 (ISSN 0037-9271 et 2168-6351, OCLC 1765810, DOI 10.1080/00379271.2009.10697611, lire en ligne).